# Christa Randzio-Plath
Christa Randzio-Plath, née le 29 octobre 1940 à Ratibor, est une femme politique allemande.
Membre du Parti social-démocrate d'Allemagne, elle siège au Bürgerschaft de Hambourg de 1986 à 1989 et au Parlement européen de 1989 à 2004. 
En tant que députée européenne, elle fut notamment en charge d'un rapport définissant les pouvoirs de contrôle du Parlement sur la Banque centrale européenne lors de sa création en 1998.